# Pia Allerslev
Pia Allerslev (født 27. september 1972 i Herning) er tidligere kultur- og fritidsborgmester (2008-2013) og børne- og ungdomsborgmester (2014-2017) i Københavns Kommune, valgt for Venstre. Siden 2018 har hun arbejdet som selvstændig konsulent med virke indenfor strategi og rådgivning, bl.a. om samarbejde med den offentlige sektor.. Desuden besidder hun en række bestyrelsesposter (bl.a. i DGI, Hellebro og CP Danmark).

## Baggrund
Allerslev er student fra Holstebro Gymnasium i 1991 og uddannet folkeskolelærer fra Frederiksberg Seminarium i 1999. Hun arbejdede derefter på Skovshoved Skole, til hun i 2007 blev uddannelseskoordinator i Peugeot Danmark.

## Politisk karriere
Allerslevs politiske engagement begyndte som formand for Venstres Ungdom i Holstebro fra 1991 til 1993. I 1998 blev hun formand for Venstre på Østerbro, en post hun beholdt til hun blev valgt til Københavns Borgerrepræsentation i 2001. Frem til 2004 var hun partiets gruppeformand. 1. januar 2008 blev hun kultur- og fritidsborgmester som følge af at Martin Geertsen nedlagde sit mandat, og beholdt denne post ved konstitueringen efter kommunalvalget 2009. Efter kommunalvalget 2013 valgte hun i stedet posten som børne- og ungdomsborgmester.  
I 2016 blev hun ved et kampvalg afsat som Venstres spidskandidat ved det kommende kommunalvalg i 2017 og afløst af Cecilia Lonning-Skovgaard. Ved afstemningen blandt Venstres medlemmer fik Allerslev 55 stemmer mod Lonning-Skovgaards 142, efter at Venstres partibestyrelse i København næsten enstemmigt havde anbefalet den sidstnævnte som ny spidskandidat.
Allerslev medvirkede i 2011 i Vild med Dans på TV 2.

## Privatliv
Allerslev har to børn med Christian Simonsen, som hun blev skilt fra i 2016. Pia Allerslev bor på Amager og er gift med Henrik Uth.